# Escut de la Mata
L'escut oficial de la Mata té el següent blasonament:
| « | Escut quadrilong de punta redona, truncat. Al primer quarter, en camp d'argent, un escussó en losange, amb quatre pals de gules en camp d'or, dins d'una corona de llorer de sinople. Al segon quarter, en camp d'or, un braç de sable i una mà del seu color sostenint una mata d'herba de sinople. Per timbre, una corona reial oberta. | » |

## Història
Resolució del 5 de maig de 2003, del conseller de Justícia i Administracions Públiques. Publicat en el DOGV núm. 4.521, del 13 de juny de 2003.
Els quatre pals recorden la vinculació històrica amb Morella, vila reial, mentre que la figura del braç aguantant la mata és un senyal parlant al·lusiu al nom de la localitat.